# Trò chơi âm thanh
Trò chơi âm thanh hay audio game hoặc trò chơi audio, là một trò chơi điện tử có thể chơi trên một thiết bị như máy tính cá nhân. Nó tương tự như một thiết bị lưu trò chơi video có phản hồi bằng âm thanh và xúc giác nhưng không có hình ảnh.
Trò chơi audio khởi đầu là một trò chơi 'truy cập mù' và chủ yếu do những người nghiệp dư và lập trình viên khiếm thị phát triển. Nhưng ngày càng có nhiều người tỏ ra quan tâm đến các trò chơi âm thanh, từ nghệ sĩ âm thanh, nhà nghiên cứu khả năng chơi trò chơi, cho đến nhà phát triển trò chơi di động và người chơi trò chơi video dòng chính. Hầu hết các trò chơi âm thanh đều chạy trên nền tảng máy tính cá nhân, mặc dù có một số trò chơi âm thanh dành cho thiết bị cầm tay và máy chơi trò chơi điện tử. Trò chơi âm thanh có nhiều thể loại giống như trò chơi điện tử, chẳng hạn như trò chơi phiêu lưu, trò chơi đua xe, v.v.

## Lịch sử trò chơi âm thanh
Thuật ngữ "trò chơi điện tử" thường có thể hiểu là từ đồng nghĩa với khái niệm hẹp hơn của "trò chơi video". Điều này cũng dễ hiểu khi cả trò chơi điện tử và trò chơi video đều phát triển song song và thị trường game luôn có xu hướng nghiêng về hình ảnh. Trên thực tế, trò chơi điện tử đầu tiên thường được gọi là Thiết bị giải trí ống tia âm cực (1947), một trò chơi rõ ràng là trực quan. Bất chấp những khó khăn trong việc tạo nên phần hình ảnh cho các trò chơi điện tử ban đầu do đồ họa còn thô, màn hình nhỏ và tiêu hao điện năng, trò chơi video vẫn là trọng tâm chính của thị trường trò chơi điện tử sơ khai.

### Arcade và trò chơi âm thanh cầm tay xuất bản một lần – những năm đầu

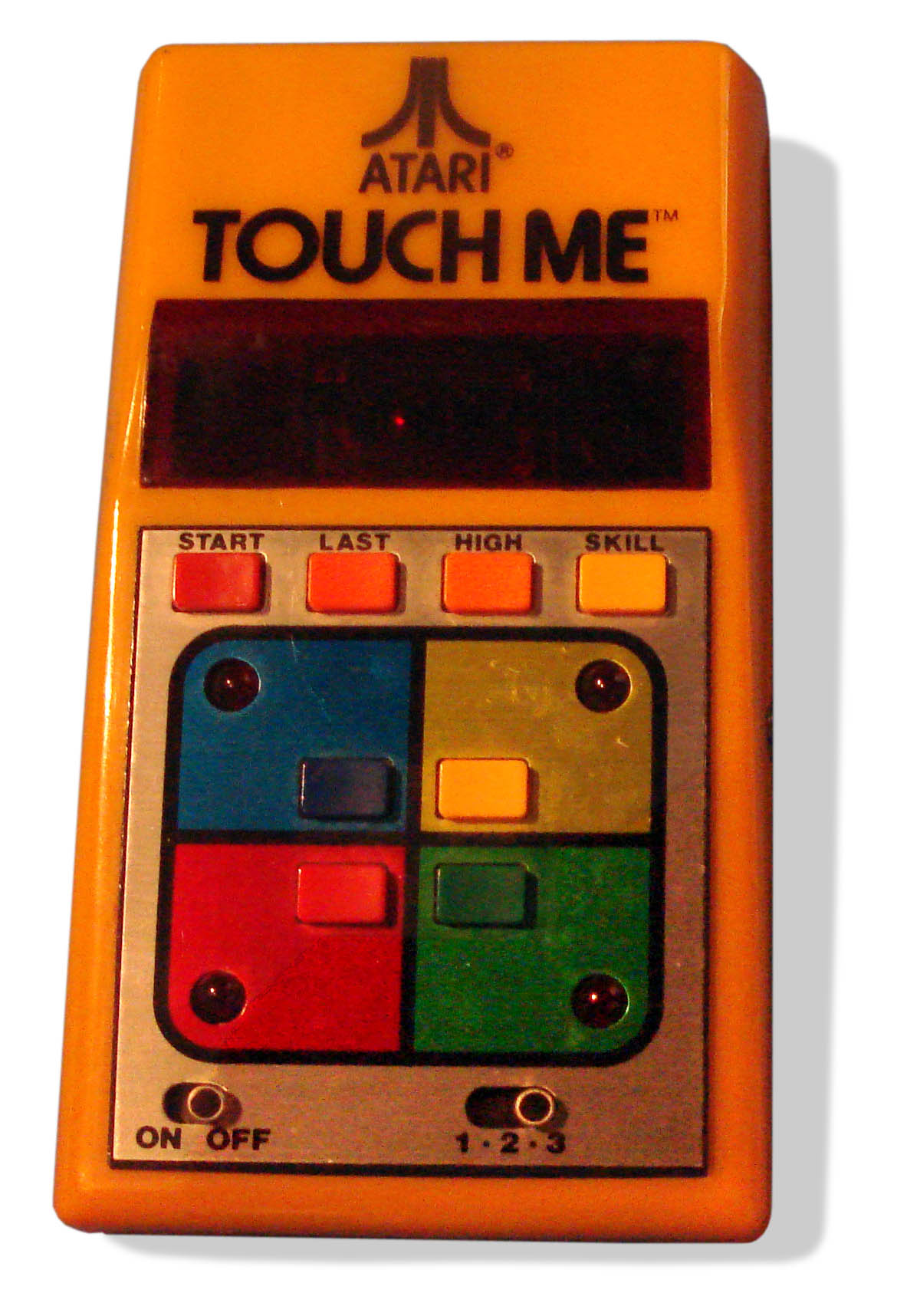
Touch Me (1978) phiên bản cầm tay của Atari - một trong những trò chơi âm thanh đầu tiên

Atari phát hành trò chơi âm thanh đầu tiên là Touch Me (1974). Touch Me gắn trong một tủ arcade với một loạt đèn sẽ nhấp nháy tùy theo âm báo. Người chơi sẽ lập lại trình tự bằng cách nhấn một chuỗi các nút tương ứng và sau đó trò chơi sẽ thêm ánh sáng/âm thanh khác vào cuối chuỗi, nhằm liên tục kiểm tra trí nhớ eidetic của người chơi theo kiểu Pelmanism. Mặc dù trò chơi có cả thành phần thị giác và thính giác, việc ngắt kết nối giữa hai thành phần này khiến cho người bình thường và cả người khiếm thị đều có thể thưởng thức trò chơi như nhau.
Dựa theo độ thông dụng của Touch Me, năm 1978 Công ty Milton Bradley đã phát hành một trò chơi âm thanh cầm trên tay gọi là Simon tại Studio 54 ở Thành phố New York. Vì Touch Me phải cạnh tranh với các trò chơi điện tử tập trung vào hình ảnh khác, do đó nó chỉ đạt được thành công nhỏ, nhưng sức hấp dẫn của một trò chơi điện tử cá nhân đã làm cho Simon chiếm được thị phần lớn hơn nhiều. Simon đã thành công ngay lập tức và trở thành một biểu tượng văn hóa đại chúng của thập niên 1980.
Trong những thập kỷ sau khi phát hành Simon, rất nhiều bản sao và biến thể đã lần lượt xuất hiện như Merlin và game khác. Bắt đầu từ năm 1996, Milton Bradley và một số nhà sản xuất khác đã phát hành trò chơi cầm tay Bop It có khái niệm tương đương, thiết kế một loạt lệnh để kiểm tra trí nhớ eidetic. Các game liên quan còn có Bop It Extreme (1998), Bop It-Extreme 2 (2002–2003), Zing-It, Top-It, và Loopz (2010).

### Phần mềm TTS và PC – làn sóng thứ hai

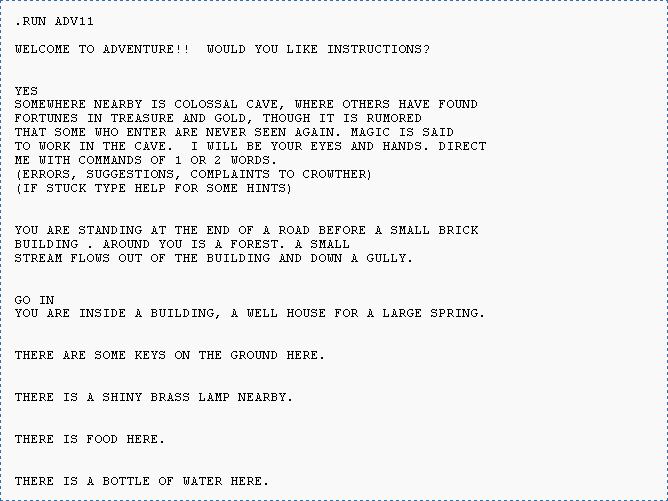
Colossal Cave Adventure (1976) trò chơi điện tử đầu tiên được một thư viện TTS hỗ trợ kéo dài 8 năm, và cũng là trò chơi âm thanh đầu tiên được phổ biến rộng rãi thông qua MacInTalk vào năm 1984.

Trước khi hệ điều hành có đồ họa như Windows ra đời, hầu hết các máy tính gia đình đều sử dụng hệ điều hành bằng văn bản như DOS. Dựa trên văn bản có nghĩa là người dùng khiếm thị có thể tiếp cận chúng, vốn chỉ cần sử dụng thêm phần mềm chuyển văn bản thành giọng nói (TTS). Vì lý do tương tự, sau khi phần mềm TTS bắt đầu phát triển, các trò chơi bằng văn bản như các tác phẩm hư cấu tương tác, người dùng bị khiếm thị cũng có thể sử dụng như người không bị khiếm thị. Phần mềm này thường không được cài đặt sẵn, cho đến khi Máy tính Apple năm 1984 đưa ra chương trình MacInTalk, thư viện trò chơi mà người khiếm thị có thể chơi đã được phơi bày hết, từ game phiêu lưu bằng văn bản đầu tiên, Colossal Cave Adventure (1976), cho đến các tác phẩm tương đối tiên tiến của tiểu thuyết tương tác đã được phát triển trong 8 năm sau đó. Mặc dù sự phổ biến của thể loại này đã bị giảm đi trên thị trường chung khi trò chơi lấy video làm trung tâm thống trị mọi thứ, thì hàng năm thư viện này vẫn đang phát triển với sự tiến bộ của phần mềm miễn phí từ những người đam mê các tựa game viễn tưởng tương tác mới.
Khả năng tiếp cận dành của người khiếm thị bắt đầu thay đổi, khoảng thời gian trước khi hệ điều hành có đồ họa ra đời và máy tính trở nên đủ mạnh để hỗ trợ nhiều trò chơi tập trung vào video hơn. Điều này đã tạo ra một khoảng cách giữa trò chơi điện tử dành cho người bình thường và người mù — một khoảng cách hiện đã tăng lên đáng kể. Do thị trường rất thiên vị về việc nhìn thấy, trò chơi điện tử chủ yếu được phát triển cho nhóm nhân khẩu học này. Trong khi những game thủ bình thường có thể phiêu du vào thế giới trò chơi 3D trong các tựa game như Myst, Final Fantasy và Doom, thì những game thủ khiếm thị lại bị bỏ xó và chỉ có thể chơi các trò chơi trần tục hơn như Blackjack, hoặc Battleship.
Tuy nhiên, khi trò chơi video phát triển mạnh và ngày càng trở nên phổ biến, các nhà thiết kế game nghiệp dư bắt đầu chuyển thể các trò chơi video dành cho người mù thông qua âm thanh. Theo thời gian, các nhà lập trình trò chơi âm thanh bắt đầu phát triển các game chỉ có âm thanh, ngày càng bớt dựa vào mức độ trên các ý tưởng trò chơi video hiện có, thay vào đó tập trung vào khả năng trải nghiệm và phản hồi bằng âm thanh trong game. Cụ thể, âm thanh ba chiều (ghi âm bằng hai tai) đã được phát triển từ năm 2000 và nổi bật với các game âm thanh như BBBeat. Để thực hiện điều này, một âm thanh sẽ phát ở kênh bên trái, trung tâm hoặc bên phải, cho biết vị trí của đối tượng trong môi trường trò chơi ảo. Nói chung, điều này liên quan đến âm thanh nổi của các hiệu ứng thanh âm thanh khác nhau, nhiều hiệu ứng trong số đó được lặp lại để cảnh báo về mối nguy hiểm hoặc đối tượng mà người dùng có thể tương tác. Âm lượng cũng đóng một vai trò quan trọng trong các trò chơi âm thanh 3D, chủ yếu để chỉ ra khoảng cách của đối tượng liên quan đến người dùng. Cao độ của âm thanh thường thay đổi để truyền tải thông tin về đối tượng mà nó biểu hiện. Sử dụng âm vực giọng nói để biểu thị các mục trong menu thay vì văn bản. Những thông số này đã tạo ra trò chơi cuộn bên, phiêu lưu hành động 3D, game bắn súng và game arcade.
Trang web Audiogames.net cung cấp danh sách các game âm thanh và diễn đàn dành cho cộng đồng các nhà phát triển và game thủ trò chơi âm thanh. Nhiều game có đồ họa thô sơ để làm cho trò chơi âm thanh không những có thể tiếp cận cả người khiếm thị mà còn cho cả người có thị lực bình thường, những người có thể chưa có kinh nghiệm với TTS, menu thính giác và bàn phím ảo. Ví dụ như Shades of Doom và CURAT Sonification.

### Trò chơi âm thanh trên máy chơi game và kỷ nguyên hiện đại
Hầu hết các trò chơi âm thanh ngày nay do một số công ty nhỏ (chỉ là một nhóm từ một đến bốn người) phát triển. Đối tượng chính vẫn là người dùng khiếm thị, tuy nhiên thị trường trò chơi nói chung đang dần chú ý hơn đến các trò chơi âm thanh cũng như vấn đề về khả năng chơi trò chơi. Mối quan tâm thương mại đối với trò chơi âm thanh ngày càng tăng và kết quả là các nghệ sĩ và sinh viên đã tạo ra một số trò chơi âm thanh trên PC với hình thức phần mềm thử nghiệm miễn phí, nhằm khám phá các khả năng và hạn chế của hình thức chơi trò chơi này.

Real Sound: Kaze no Regret (1997) của Warp

Trong lĩnh vực trò chơi console, có rất ít trò chơi âm thanh. Một ngoại lệ đáng chú ý là màn kết hợp sáng tạo của các yếu tố âm thanh mạnh mẽ trong một số trò chơi do công ty trò chơi điện tử Nhật Bản Warp sản xuất. Warp do nhạc sĩ Eno Kenji thành lập, gồm một đội năm người, bao gồm nhà thiết kế mới toanh là Ueda Fumito. Năm 1997, Warp đã phát triển một trò chơi có tên Real Sound cho Sega Saturn, sau đó port sang Dreamcast năm 1999 và đổi tên thành Real Sound: Kaze no Regret (Real Sound: Regrets in the Wind). Trò chơi này hoàn toàn không có hình ảnh và lệ thuộc vào âm thanh.

Thảo luận về quá trình sản xuất Real Sound, Eno nhấn mạnh
Tôi đã chán  [ Đồ họa CG] . Tôi không muốn mọi người nghĩ rằng họ có thể đoán được Warp sẽ làm gì tiếp theo. Ngoài ra, tôi đã có cơ hội đến thăm những người khuyết tật về thị giác, và tôi biết có những người mù chơi trò chơi hành động. Tất nhiên, họ không thể có đầy đủ trải nghiệm và chỉ đang cố gắng ép buộc bản thân, nhưng họ vẫn nỗ lực. Vì vậy, tôi nghĩ rằng nếu bạn tắt màn hình, cả hai bạn đều chỉ đang nghe thấy trò chơi. Vì vậy, sau khi kết thúc trò chơi, bạn có thể trò chuyện bình đẳng về nó với một người mù. Đó cũng là nguồn cảm hứng cho tựa game này. Sega đã yêu cầu được độc quyền trò chơi và tôi nói, 'Được rồi, nếu anh tặng một nghìn máy Saturns cho người mù, thì tôi sẽ tặng một nghìn [bản sao của trò chơi Real Sound] chung với Saturrn'. Và điều kiện của tôi là nếu Sega thực hiện ý tưởng này, tôi sẽ biến trò chơi đó thành độc quyền cho Sega. Vì vậy, đó là cách điều này đã diễn ra.

Sau khi phát hành Real Sound, Warp một lần nữa sử dụng các yếu tố âm thanh mới lạ trong trò chơi Enemy Zero (1997) trên Saturn, kẻ địch trong game hoàn toàn vô hình và chỉ có thể bị phát hiện thông qua các manh mối bằng thính giác. Các yếu tố âm thanh độc quyền sử dụng trong cách chơi đã được ghi công trong D2 (2000) của Warp.
Nintendo cũng góp mặt trong quá trình chuyển đổi các hình thức chơi thay thế, công ty thể hiện sự quan tâm đến các trò chơi âm thanh thông qua các nhóm phát triển nội bộ. Tháng 7 năm 2006, Nintendo đã phát hành một bộ sưu tập trò chơi âm thanh có tên là Soundvoyager với tư cách là game mới nhất trong loạt Digiluxe dự phòng của hãng. Loạt game Digiluxe dành cho Game Boy Advance có 7 trò chơi (trong 2 loạt) có đặc trưng là cách chơi đơn giản nhưng hấp dẫn, đồ họa tối thiểu và điểm nhấn là các tựa game bằng âm nhạc như Soundvoyager và Dotstream. Soundvoyager có 7 trò chơi âm thanh Sound Slalom, Sound Picker, Sound Drive, Sound Cock, Sound Chase, Sound Catcher, và Sound Cannon). Dòng Digiluxe đã phát hành tại Nhật Bản từ tháng 7 năm 2006.
Năm 2008, các sinh viên Viện Công nghệ Massachusetts đã hợp tác với chính phủ Singapore và một giáo sư tại Đại học Quốc gia Singapore để tạo ra AudiOdyssey, một trò chơi mà người mù có thể cùng chơi với người có thị lực bình thường.
Nền tảng iPhone của Apple đã trở thành ngôi nhà chung của một số trò chơi âm thanh, bao gồm cả Papa Sangre.

## Trò chơi điện tử hỗ trợ TTS
Nhờ vào sự tiến bộ của phần mềm chuyển văn bản thành giọng nói (TTS) và những cải tiến ổn định trong lĩnh vực này, mà các trò chơi dựa trên video truyền thống đã có thể chuyển đổi toàn bộ sang âm thanh. Những trò chơi như vậy được thiết kế để sử dụng và tiếp thị cho người xem, tuy nhiên chúng không thực sự chủ yếu dựa trên khía cạnh hình ảnh của trò chơi, và vì vậy các thành viên của cộng đồng trò chơi âm thanh có thể chuyển đổi chúng thành trò chơi âm thanh, bằng cách sử dụng kết hợp với phần mềm TTS.
Mặc dù điều này ban đầu chỉ dành cho các game bằng văn bản như game phiêu lưu và MUD, những tiến bộ của phần mềm TTS đã dẫn đến việc tăng cường thêm chức năng, cùng với một loạt các loại phần mềm khác nhau, ngoài các phương tiện bằng văn bản. Từ đó người chơi có thể thưởng thức các tác phẩm hư cấu tương tác và nhiều trình mô phỏng khác trong một môi trường chỉ có âm thanh.
Ví dụ về các trò chơi như vậy bao gồm:
- A Dark Room – (Doublespeak Games, 2013)[28]
- Hattrick – (ExtraLives AB, 1997)[29]
- OGame – (Gameforge, 2002)[30]
- Jennifer Government: NationStates – (Max Barry, 2002)[31]
- Grendel's Cave – (Grendel Enterprises, 1998)[32]